# Правителство на Рачо Петров 2
Второто правителство на Рачо Петров е двадесет и шесто правителство на Княжество България, назначено с Указ № 10 от 6 май 1903 г. на княз Фердинанд Сакскобургготски. Управлява страната до 22 октомври 1906 г., след което е наследено от правителството на Димитър Петков.

## Политика
Правителството начело с министър-председателя Рачо Петров се стреми да неутрализира намесата на Великите сили, засилването на сръбската и гръцката въоръжена пропаганда и другите негативни последици за българите в Македония и Одринско от Илинденско-Преображенското въстание, което избухва и е потушено броени месеци след идването му на власт. След като двустранните договорености с Османската империя и Сърбия от март 1904 г. не дават достатъчно резултати, кабинетът залага на Вътрешната македоно-одринска революционна организация, като я финансира и оттегля подкрепата си за конкуриращите я върховисти. Паралелно с това правителството на Рачо Петров провежда ускорено преустройство и превъоръжаване на българската армия. Излизането от дълговата криза при предшестващото управление на Прогресивнолибералната партия му дава възможност да лавира между съперничещите си френски и германски банки и оръжейни фирми, получавайки кредит и оръжие преимуществено от Франция. Въпреки че мандатът му съвпада с най-големия растеж на индустрията, търговията и кредита в България в половинвековния период след Освобождението, свръхразходите за въоръжаване допринасят за увеличаване на данъчното бреме, социално недоволство и задлъжняване на държавата, от което се облагодетелстват висши представители на администрацията. Корупцията обхваща и членове на самия кабинет. В крайна сметка една от многобройните злоупотреби (аферата Шарл – Жан) води до оставката на министър-председателя и преустройство на кабинета в правителство начело с лидера на НЛП Димитър Петков.

## Съставяне
Кабинетът, оглавен от Рачо Петров, е образуван от дейци на Народнолибералната (стамболовистка) партия и разчита на подкрепата ѝ в XIII обикновено народно събрание.

### Кабинет
Сформира се от следните 8 министри и един председател:
| министерство                          | име | име                  | партия                  |
| ------------------------------------- | --- | -------------------- | ----------------------- |
| председател на Министерския съвет     |     | Рачо Петров          | безпартиен              |
| вътрешни работи                       |     | Димитър Петков       | Народнолиберална партия |
| външни работи и изповедания           |     | Рачо Петров          | безпартиен              |
| народно просвещение                   |     | Иван Шишманов        | Народнолиберална партия |
| финанси                               |     | Антон Манушев        | Народнолиберална партия |
| правосъдие                            |     | Никола Генадиев      | Народнолиберална партия |
| военен                                |     | Михаил Савов         | военен                  |
| търговия и земеделие                  |     | Димитър Попов (упр.) | Народнолиберална партия |
| обществени сгради, пътища и съобщения |     | Димитър Попов        | Народнолиберална партия |

### Промени в кабинета

#### от 24 август 1903
| министерство         | име | име                    | партия                  |
| -------------------- | --- | ---------------------- | ----------------------- |
| финанси              |     | Лазар Паяков           | Народнолиберална партия |
| търговия и земеделие |     | Никола Генадиев (упр.) | Народнолиберална партия |

#### от 30 януари 1904
| министерство         | име | име             | партия                  |
| -------------------- | --- | --------------- | ----------------------- |
| търговия и земеделие |     | Никола Генадиев | Народнолиберална партия |
| правосъдие           |     | Петър Стайков   | Народнолиберална партия |

#### от 18 август 1905
| министерство                          | име | име                  | партия                  |
| ------------------------------------- | --- | -------------------- | ----------------------- |
| обществени сгради, пътища и съобщения |     | Тодор Гатев          | Народнолиберална партия |
| правосъдие                            |     | Константин Панайодов | Народнолиберална партия |

#### от 23 ноември 1905
| министерство                          | име | име                   | партия                  |
| ------------------------------------- | --- | --------------------- | ----------------------- |
| обществени сгради, пътища и съобщения |     | Димитър Петков (упр.) | Народнолиберална партия |

## Събития

### 1903
- 18 май – Приключва 8-годишният строеж на Бургаското пристанище.[9]
- 20 юли – Избухва Илинденско-Преображенското въстание. Българската армия не се намесва в защита на въстаниците, но напрежението между България и Османската империя се засилва.[10]
- 19 септември – Първият дипломатически представител на САЩ в България, Джон Б. Джаксън, връчва акредитивните си писма. Поставено е началото на българо-американските дипломатически отношения.[11]
- 2 октомври – Русия и Австро-Унгария договарят помежду си Мюрцщегската реформена програма за Македония. Програмата е подкрепена от българското правителство.[10]
- 19 октомври – Парламентарни избори, съпроводени с насилие и фалшификации, дават абсолютно мнозинство на Народнолибералната партия (стамболовисти) в XIII обикновено народно събрание.[10]
- декември – Приет е Закон за устройството на въоръжените сили, основа за подготовката на страната за Балканските войни.[2]
- 19 декември – Народното събрание гласува закон за преустройство на софийското Висше училище в Български университет „Братя Евлоги и Христо Георгиеви от Карлово“.[12][13]
- 23 декември – Земеделските каси са преобразувани със закон в Българска земеделска банка, която съдейства за модернизирането на селското стопанство и насърчава кооперативното дело през следващите три десетилетия.[14]

### 1904
- 26 март – Българо-турска спогодба притъпява временно конфликта между двете държави чрез частична амнистия на участниците в Илинденско-Преображенско въстание, репатриране на бежанците и възпиране на върховистките чети.[15]
- 30 март – Краткотраен българо-сръбски съюз предвижда реформи в Македония и обща защита срещу австро-унгарска агресия.[16]
- 31 октомври – Правителството сключва договор за заем от Банк дьо Пари е де Пеи Ба в размер на 100 милиона лева за военни поръчки от Франция и строителство на жп линиите Търново – Трявна и Радомир – Кюстендил[17], ратифициран от парламента още през ноември.[18]
- ноември – Приет е закон за обща митническа тарифа – основа на сключените година по-късно търговски договори с Русия, Германия, Англия и други държави с тарифи, закрилящи българското производство.[19]

### 1905
- 29 януари – Закон за насърчаване на местната промишленост чрез безмитен внос на суровини, машини и строителни материали, намалени такси за железопътен превоз, отстъпване на държавни и общински терени и пр. води до бум в текстилната, хранителната промишленост, строителството и други отрасли през следващите години.[19]
- 25 март – Андарти избиват над 70 българи в костурското село Загоричане.[20] Загоричанското клане предизвиква масови антигръцки вълнения в Княжество България.
- 9 юли – Сключен е митнически съюз със Сърбия, който трябва да превърне двете страни в „обща търговска зона“, но изпълнението му е осуетено с икономически и политически натиск от Австро-Унгария.[16]

### 1906
- януари – Промени в Закона за народното просвещение: въвеждане на безплатен тригодишен курс на основно образование, улеснен достъп до гимназии, увеличаване на учителските заплати.[21]
- 18 май – Пристанище Варна е открито тържествено близо двадесет години след първите хидроложки проучвания в района.[9]
- 30 юли – Кулминация на антигръцките вълнения в България: населеният предимно с гърци град Анхиало (Поморие) е опожарен.[22]